# Iszaplégy
Az iszaplégy (Anasimyia) a zengőlegyek (Syrphoidea) öregcsaládjában a névadó zengőlégyfélék (Syrphidae) család herelégyfélék (Eristalinae) alcsalád Helophilina alnemzetségének egyik neme.

## Származása, elterjedése
Fajai az északi faunabirodalom holarktikus faunaterületén (Holarktisz) terjedtek el. A mocsárlégy (Helophilus) fajaira hasonlít, ezért sokáig a mocsárlegyek alnemének tekintették.
A palearktikus faunatartományból (Palearktisz) 2017-ig tíz faját írták le. Európában az alábbi öt fordul elő:
- dudoros iszaplégy (Anasimyia contracta)
- korai iszaplégy (Anasimyia interpuncta)
- kúparcú iszaplégy (Anasimyia lineata);
- északi iszaplégy (Anasimyia lunulata)
- gyakori iszaplégy (Anasimyia transfuga)

Közülük 2017-ig négy került elő Magyarországról is.

## Megjelenése, felépítése
Közepesnél kisebb termetű, karcsú zengőlégy. Többé-kevésbé erősen megnyúlt, néha hegyes ék alakú arca szürkén hamvas, hosszanti fényes középcsík nélkül. Az arc két oldalát hosszú szőrök borítják. Homloka a hímek szemét is szélesen elválasztja.
Hátán hosszanti világos csíkok húzódnak.
Szárnya színtelen, R1 sejtje nyitott.
Potroha keskeny, foltjai rendszerint szürkén vagy kékes-szürkén hamvasak.

## Életmódja, élőhelye
Lárvái álló vagy lassan áramló, dús növényzetű folyóvizekben fejlődnek, elsősorban az iszapban. Az imágók is többnyire vizes élőhelyekhez kötődnek.

## További fajok
Néhány, Európában elő nem forduló faj:
- Anasimyia anausis
- Anasimyia annulipes
- Anasimyia bilinearis
- Anasimyia borealis
- Anasimyia chrysostoma
- Anasimyia diffusa
- Anasimyia distincta
- Anasimyia femorata
- Anasimyia grisescens
- Anasimyia inundata
- Anasimyia japonica
- Anasimyia matutina
- Anasimyia perfidiosus
- Anasimyia smirnovi
- Anasimyia subtransfugus